# Encryphia argillina
Encryphia argillina är en fjärilsart som beskrevs av Turner 1904. Encryphia argillina ingår i släktet Encryphia och familjen mätare. Inga underarter finns listade i Catalogue of Life.